# Sucellus
Sucellos (łac. Sucellus) – celtyckie bóstwo o nierozpoznanej dokładnie roli i funkcjach, na ogół znany jako „bóg z drewnianym młotem”.
Występuje głównie w wierzeniach plemion galijskich, lecz kult jego znany był również w Brytanii. Wyobrażano go w postaci odzianego w tunikę, dojrzałego, brodatego mężczyzny. Jego imię dosłownie oznacza „dobrze uderzający (celnie trafiający)” , a najważniejszym atrybutem jest młot na długim trzonku, co wraz z często towarzyszącym mu psem wskazywałoby na związek ze światem podziemnym. W wyobrażeniach występuje też z beczką lub naczyniem do picia (czarą) łączonymi z symboliką płodności albo funkcją opiekuna i żywiciela. Niektóre interpretacje uznają go wprost za boga śmierci i przewodnika dusz do krainy zmarłych , inne – przeciwnie, wiążą go z dobroczynnym działaniem, pomyślnością i domowym ogniskiem. Wymieniony wraz z Nantosueltą na zabytku z Sarrebourg, we wschodniej Galii (Burgundia) miał szczególny związek z winobraniem.   
Szczególnie popularny w Galii, z której obszaru pochodzi większość poświęconych mu i odnalezionych dotychczas zabytków. W mitologii galijskiej czasem utożsamiany jest z ojcem bogów Dagdą z mitologii iryjskiej. Jego stałą towarzyszką była Nantosuelta (dosł. Kręty Potok), choć często przedstawiano go również z Rosmertą. Lokalnie łączony był też z boginią Aeracurą, zapewne bóstwem urodzaju i obfitości. Istotny wpływ na popularność tego kultu w świecie celtyckim mogło mieć występowanie jako pary małżeńskiej.
Na obszarze Brytanii Sucellos występuje rzadko i bezsprzecznie należy go uznać za zapożyczenie galijskie, poświadczone dość nielicznymi zabytkami. W późniejszych czasach często kojarzony był z Silvanusem jako opiekunem lasów i patronem rolnictwa.  